# Hedy Stenuf
Hedwig „Hedy“ Stenuf (* 18. Juli 1922 in Wien; † 7. November 2010 in Hallandale, Florida, USA) war eine österreichische Eiskunstläuferin, die im Einzellauf für Österreich, Frankreich und die USA startete.
Stenuf wurde erstmals in den USA bekannt, als sie im Jahr 1934, im Alter von elf Jahren, Karl Schäfer auf einer Schaulauftournee durch Nordamerika begleitete.
Im Jahr 1935 bestritt Stenuf ihre erste Europa- und Weltmeisterschaft. Im heimischen Wien wurde sie Vierte bei der Weltmeisterschaft. Die Europameisterschaft beendete sie als Siebte. Bei den Olympischen Spielen 1936 in Garmisch-Partenkirchen belegte sie den sechsten Platz. Es war das letzte Mal, dass sie für Österreich an den Start ging. Die Europameisterschaft 1936 bestritt sie für Frankreich. Dort wurde sie Sechste. Im Jahr 1937 beendete sie die Europameisterschaft wie auch die Weltmeisterschaft als Vierte. Ab 1938 repräsentierte Stenuf dann die USA und gewann ihre einzigen Medaillen. Bei der Weltmeisterschaft in Stockholm gewann sie die Bronzemedaille hinter den Britinnen Megan Taylor und Cecilia Colledge. 1939 in Prag wurde sie in Abwesenheit von Colledge Vize-Weltmeisterin hinter Taylor. 1940 ging Stenuf bei den US-amerikanischen Meisterschaften an den Start und wurde Zweite hinter Joan Tozzer.

## Ergebnisse
| Wettbewerb / Jahr                | 1935     | 1936     | 1937     | 1938     | 1939     | 1940 |
| Olympische Winterspiele          |          | 6. (AUT) |          |          |          |      |
| Weltmeisterschaften              | 4. (AUT) |          | 4. (FRA) | 3. (USA) | 2. (USA) |      |
| Europameisterschaften            | 7. (AUT) | 6. (FRA) | 4. (FRA) |          |          |      |
| Österreichische Meisterschaften  | 3.       | 2.       |          |          |          |      |
| US-amerikanische Meisterschaften |          |          |          |          |          | 2.   |